# Перальта, Хосе Игнасио
Хосе Игнасио Перальта Санчес (исп. José Ignacio Peralta Sánchez; родился 1 октября 1970 года) — мексиканский политик от Институционально-революционной партии, занимавший пост губернатора Колимы до 31 октября 2021 года.

## Биография
Перальта родился в Колиме и получил степень бакалавра экономики в Технологическом автономном институте Мексики.
В 1993 году он начал работать в Банке Мексики, а три года спустя получил степень магистра в Университете Эссекса. С 1998 по 2002 год Перальта был заместителем менеджера в отделе «Banxico», занимающемся международными биржами и металлами.
Перальта впервые вошёл в правительство штата Колима в 2004 году в качестве государственного секретаря экономического развития. Его пятилетний срок пребывания на этом посту ознаменовался завершением строительства завода по переработке и хранению природного газа в Мансанильо. Он оставил свой пост в 2009 году, чтобы баллотироваться на пост муниципального президента города Колима, который он в итоге занял.
После этого он рассматривался в качестве кандидата в Сенат, но решение было принято в пользу Мели Ромеро Селиса. Избранный президент Энрике Пенья Ньето назначил Перальту в свою переходную команду в сентябре 2012 года координатором специальных проектов.

## Губернаторские кампании
В 2015 году Перальта баллотировался на пост губернатора Колимы. Кампания проходила в жесткой конкурентной борьбе с сенатором Хорхе Луисом Пресиадо, кандидатом от Партии национального действия. Перальта был поддержан коалицией PRI, Партии зеленых, Партиеи нового альянса и Партии труда. С перевесом в 503 голоса Перальта победил Пресиадо. Тем не менее, Партия национального действия подала иск на Федеральный избирательный трибунал в высший избирательный суд Мексики, утверждая, что чиновники из государственного секретариата социального развития действовали по приказу уходящего губернатора Марио Ангиано Морено, чтобы помочь кампании Перальты. Федеральный избирательный трибунал отменил выборы в конце октября, назначив новые выборы как можно скорее и вызвав назначение временного губернатора Рамона Переса Диаса. На последовавших внеочередных выборах Перальта снова победил, набрав 43 процента голосов, и после того, как Федеральный избирательный трибунал объявил выборы действительными, Перальта был приведен к присяге на следующий день.